# Guerra de los Emboabas
La Guerra de los Emboabas fue una revuelta ocurrida en Brasil de 1707 a 1709, también llamada "la lucha por el oro".

## Antecedentes
En noviembre de 1708 la localidad de Cachoeira do Campo fue escenario de una de las más sangrientas batallas ocurridas en el actual estado de Minas Gerais. Los paulistas (esto es, los nacidos o residentes donde hoy se sitúa la ciudad de São Paulo), descubridores de las minas de oro de la región, reivindicaban para sí el derecho exclusivo de explotación de las minas. Los que se oponían a esta pretensión, en su mayoría portugueses de la metrópoli y de otras regiones brasileñas, fueron conocidos como "emboabas" (palabra del tupí que significa gallinas calzadas, una referencia peyorativa al hábito, hasta entonces chocante para los paulistas, de los portugueses de usar calzas y botas) y eran dirigidos por Manuel Nunes Viana. Esta discusión se tornó una disputa armada conocida como Guerra de los Emboabas.

## La guerra
Los episodios de esa guerra no han sido totalmente esclarecidos, pues hay una gran parcialidad en los relatos, hechos en su mayoría por los adversarios de los paulistas. Desde el inicio de carrera del oro, los paulistas se consideraron dueños de las minas, ya sea por ser ellos los descubridores del lugar, o bien por el hecho de que aquella región formaba parte de la capitanía de San Vicente. Prueba de ello fue una petición de la Cámara de São Paulo, de 7 de abril de 1700, que requería la atribución de las tierras de Minas Gerais exclusivamente a los paulistas. Por otro lado, los colonos de Bahía o de Pernambuco estaban mucho más ligados a los portugueses que a los paulistas, que eran en su mayoría mestizos, y hablaban en tupí-guaraní. Los nombres que se daban unos a otros mostraban sus diferencias. Los paulistas eran llamados de "nómadas", o "bandoleros sin ley". Estos tildaron a los forasteros de emboabas. Emboabas no eran sólo los portugueses sino cualquier persona que proviniese de otra colonia. En la guerra que tuvo lugar, los bahianos y pernambucanos y los otros brasileños considerados extranjeros, lucharon del lado de los portugueses.
Para los paulistas, aquellos que no habían participado de los esfuerzos en la búsqueda de oro no deberían tener los mismos derechos en la exploración. La tensión entre los paulistas (también llamados vicentinos) y los demás crecía, por la propia arrogancia de los paulistas, y por la resistencia de los emboabas. A pesar de vivir juntos en las regiones pobladas de las minas, no se mezclaban. Al contrario, cada grupo se juntaba con un representante. El bandeirante (nombre que se da en portugués a los comandantes de las primeras expediciones de exploración del interior del Brasil) Manuel de Borba Gato era el líder de los paulistas. Los emboabas eran liderados por Manuel Nunes Viana, portugués que emigró a Bahía de joven y que era conocido por actos de coraje que le trajeron a la región donde era propietario de lucrativas minas.
En 1707, en la región del Arraial Novo, dos de los jefes más importantes de los paulistas habían sido linchados por los emboabas. Con miedo a la venganza, los agresores huyeron hacia la selva, oponiendo resistencia apenas un pequeño grupo. Los paulistas se limitaron sin embargo a enterrar a sus jefes, y no se enfrentaron con los emboabas. Eso animó a los emboabas que habían huido a la selva a volver, perdiendo el miedo a los paulistas. En 1708, tuvo lugar un inevitable choque, y los dos lados volvieron a guerrear. Manuel de Borba Gato intervino, haciendo huir a Nunes Viana al distrito de Río das Velhas, pero sin conseguir finalmente sus objetivos.
Se hicieron varios intentos de llegar a un acuerdo, pero sin éxito. Los emboabas tomaron la iniciativa de desarmar a todos los paulistas que encontraban, pensando que estos preparaban un gran ataque contra ellos. Hubo poca resistencia y, a finales de 1708, los emboabas ya tenían el control de dos de las tres áreas mineras más importantes. Los paulistas se refugiaron en el distrito de Rio das Mortes. Los emboabas se reunieron y proclamaron a Manuel Nunes Viana gobernador de la región minera.
Después de garantizar su supremacía en la región, los emboabas le encargaron a Bento de Amaral de Coutinho expulsar a los paulistas restantes. Los paulistas contraatacaron y asediaron a 800 de sus enemigos en São João del-Rei, pero debido a las divisiones internas se rindieron después de luchar cuando llegaron los refuerzos emboabas. Durante la expulsión de los paulistas ocurrió el episodio llamado en la historia del Brasil de Capão da Traição: durante la batalla, el emboaba Bento de Amaral propuso un acuerdo de rendición a los paulistas. Pero cuando estos depusieron las armas, fueron traicioneramente masacrados.

## Consecuencias
La lucha terminó en 1709, gracias a la intervención del gobernador de Río de Janeiro, António de Albuquerque Coelho de Carvalho quién concedió la anmistía a 6.000 emboabas. Sin los privilegios deseados, y sin fuerzas para guerrear, los paulistas se retiraron de la región. Muchos de ellos fueron hacia el oeste donde más tarde descubrieron nuevos yacimientos de oro en los actuales estados del Mato Grosso y Goiás. Fue criada la Capitanía de San Pablo y Minas de Oro, en 1711.